# Alexander Kröckel
Alexander Kröckel (Suhl, 12 de marzo de 1990) es un deportista alemán que compitió en skeleton. Ganó una medalla de bronce en el Campeonato Europeo de Skeleton de 2012.

## Palmarés internacional
| Campeonato Europeo | Campeonato Europeo   | Campeonato Europeo | Campeonato Europeo |
| Año                | Lugar                | Medalla            | Prueba             |
| ------------------ | -------------------- | ------------------ | ------------------ |
| 2012               | Altenberg (Alemania) | Medalla de bronce  | Individual         |